# 260년

## 연호
- 위(魏) 감로(甘露) 5년 / 경원(景元) 원년
- 촉(蜀) 경요(景耀) 3년
- 오(吳) 영안(永安) 3년

## 기년
- 위(魏) 폐제(廢帝) 7년 / 원제(元帝) 원년
- 촉(蜀) 후주(後主) 38년
- 오(吳) 경제(景帝) 3년
- 신라(新羅) 첨해 이사금(沾解泥師今) 14년
- 고구려(高句麗) 중천왕(中川王) 13년
- 백제(百濟) 고이왕(古爾王) 27년

## 사건
- 고이왕이 백제의 관직을 정비하다.
- 여름, 큰 비가 와서 신라의 산이 사십여 군데 무너졌다.
- 음력 7월, 살별이 동쪽에 이십오일을 머물다가 사라졌다.

## 참고 문헌
- 김부식 (1145). 〈권02 첨해 이사금 條〉. 《삼국사기》.